# 障碍友権益問題研究所
障碍友権益問題研究所（しょうがいゆう けんえきもんだい けんきゅうじょ、ハングル：장애우권익문제연구소）は、韓国社会における障害者の「平等な生の権利回復」のために活動する障害者運動の団体（社団法人）である。

## 設立経緯と目的
韓国社会において差別され疎外されている障害者たちの「平等な生の権利回復」のため1987年12月2日に設立された。障害者を取り巻く、諸般の問題を研究・調査し、その結果を持っての実践活動を通じた障害者の福祉増進と権益擁護への貢献、障害者の人達がより良い人生を過ごせることに寄与することを目的として活動している。
目的
疾病や事業災害、交通事故、環境汚染など障害者を作り出す不義の社会構造の問題解決
障害者が教育や医療、就業などあらゆる場において受ける差別と疎外を解決するための研究と教育及び実践活動を通じた障害者の社会参画と平等な生の実現

## これまでの活動
法、制度の研究及び制度の改正活動：
障害者雇用促進法の制定（1988～1989年）・改正活動。そのためのワークショップや公聴会の開催、主張を知らせるための大衆集会開催。
障害者福祉法の制定・改正活動（1988～1989年）。特殊教育振興法の改正活動（1992～1995年）。
障害者・老人・妊産婦など、移動弱者のための便宜増進法の制定・改正活動。
障害者職業最活法の制定活動など、障害関連およびその他の社会福祉関連法の制定・改正活動
障害者差別禁止法の制定活動（2002～2003年）
政策研究および調査事業：
1997年：全国女性障害者実態調査。
1998年：女性障害者の差別に関する事例研究。
1999年：失業障害者実態調査および研究報告書発刊。女性障害者の生活の質向上および平等生活のための政策課題研究及び報告書の発刊。
人権事業
相談及び公益訴訟など、障害者の人権を守るための障害者人権センターの運営。
教育事業
障害者大学（1991年～）、社会環境アカデミー、障害者法律学校、障害者保健医療学校
医療及び女性事業
障害者無料診療活動、地域社会再活事業、
女性障害者自助の集い「閂（かんぬき）を開ける人々」の結成および支援、全国女性障害者大会
出版、広報事業
月刊『共に歩む』発刊、障害人問題に対する子供達の認識を改善するための童話本の発刊
障害者の家族支援事業
障害者家族支援センターの設立及び運営を通じた家族支援事業
障害者職業活動支援
障害者職業センターの設立（2000年）及び運営を通じた作業所運動など
障害者文化活動支援事業

## 海外との交流
日韓障害者交流大会の開催。1995年から「差別とたたかう共同体全国連合」と日韓両国の障害者の福祉増進のための交流を年間行事として行う。

## 参考資料・外部リンク
- 在日韓国民主人権協議会編『韓国NGO100データブック』みずのさわ出版
- 障碍友権益問題研究所（ハングル）
- 日本語のページ